# Мачаге, Уилфред
Уилфред Мачаге (англ. Wilfred Gisuka Machage, 10 августа 1956, Британская Кения — 19 февраля 2022, Абуджа) — кенийский политик.

## Биография
Мачаге впервые был избран членом парламента от избирательного округа Курия в 2002 году. Он работал в нескольких правительственных министерствах в качестве помощника министра и одно время был назначен министром кабинета по делам Восточноафриканского сообщества, банковские счета находились в коммерческом банке Кении, где он также был по должности членом Восточноафриканского законодательного собрания. В 2007 году он был кандидатом от Демократической партии и был избран от избирательного округа Курия в Национальную ассамблею Кении на парламентских выборах в декабре 2007 года. Он также работал помощником министра внутренних дел в канцелярии вице-президента, канцелярии президента по здравоохранению и дорогам. Мачаге был избран первым сенатором округа Мигори с 2012 по 2017 год. Он был бизнесменом с интересами в различных секторах по всему миру. 27 января 2018 года он был назначен послом Ухуру Муигаи Кениата. Мачаге был верховным комиссаром Кении в Нигерии и аккредитован в 12 других странах Центральной и Западной Африки. Он умер в Абудже 19 февраля 2022 года в возрасте 65 лет.